# Adrie van Kraaij
Adrie van Kraaij (Eindhoven, 1953. augusztus 1. –) világbajnoki ezüstérmes és Európa-bajnoki bronzérmes holland labdarúgó, hátvéd.

## Pályafutása

### Klubcsapatban
1971 és 1982 között a PSV Eindhoven labdarúgója volt, ahol három bajnoki címet és két holland kupa győzelmet ért el a csapattal. Tagja volt az 1977–78-as UEFA-kupa győztes együttesnek. 1982 és 1984 között a belga Waterschei, 1984–85-ben a svájci FC Basel játékosa volt. 1985-ben fejezte be az aktív labdarúgást.

### A válogatottban
1975 és 1979 között 17 alkalommal szerepelt a holland válogatottban. Tagja volt az 1976-os Európa-bajnoki bronzérmes és az 1978-as világbajnoki ezüstérmes csapatnak.

## Sikerei, díjai
Hollandia
- Világbajnokság
  - ezüstérmes: 1978, Argentína
- Európa-bajnokság
  - bronzérmes: 1976, Jugoszlávia

 PSV Eindhoven
- Holland bajnokság
  - bajnok: 1974–75, 1975–76, 1977–78
- Holland kupa (KNVB beker)
  - győztes: 1974, 1976
- UEFA-kupa
  - győztes: 1977–78

## Statisztika

### Mérkőzései a holland válogatottban
| Hollandia | Hollandia            | Hollandia                               | Hollandia     | Hollandia | Hollandia      | Hollandia      | Hollandia | Hollandia |
| #         | Dátum                | Helyszín                                | Hazai         | Eredmény  | Vendég         | Kiírás         | Gólok     | Esemény   |
| --------- | -------------------- | --------------------------------------- | ------------- | --------- | -------------- | -------------- | --------- | --------- |
| 1.        | 1975. április 30.    | Antwerpen, Bosuilstadion                | Belgium       | 1 – 0     | Hollandia      | barátságos     | -         |           |
| 2.        | 1975. május 17.      | Frankfurt, Waldstadion                  | NSZK          | 1 – 1     | Hollandia      | barátságos     | -         |           |
| 3.        | 1975. szeptember 3.  | Nijmegen, Goffertstadion                | Hollandia     | 4 – 1     | Finnország     | Eb-selejtező   | -         |           |
| 4.        | 1975. szeptember 10. | Chorzów, Stadion Śląski                 | Lengyelország | 4 – 1     | Hollandia      | Eb-selejtező   | -         |           |
| 5.        | 1975. október 15.    | Amszterdam, Olimpiai Stadion            | Hollandia     | 3 – 0     | Lengyelország  | Eb-selejtező   | -         |           |
| 6.        | 1975. november 22.   | Róma, Olimpiai Stadion                  | Olaszország   | 1 – 0     | Hollandia      | Eb-selejtező   | -         |           |
| 7.        | 1976. április 25.    | Rotterdam, Feijenoord Stadion           | Hollandia     | 5 – 0     | Belgium        | Eb-negyeddöntő | -         |           |
| 8.        | 1976. május 22.      | Brüsszel, Heysel Stadion                | Belgium       | 1 – 2     | Hollandia      | Eb-negyeddöntő | -         |           |
| 9.        | 1976. június 16.     | Zágráb, Maksimir Stadion (YUG)          | Csehszlovákia | 3 – 1     | Hollandia      | Eb-elődöntő    | -         |           |
| 10.       | 1976. június 19.     | Zágráb, Maksimir Stadion                | Jugoszlávia   | 2 – 3     | Hollandia      | Eb 3. helyért  | -         |           |
| 11.       | 1976. szeptember 8.  | Reykjavík, Laugardalsvöllur             | Izland        | 0 – 1     | Hollandia      | vb-selejtező   | -         |           |
| 12.       | 1976. október 13.    | Rotterdam, Feijenoord Stadion           | Hollandia     | 2 – 2     | Észak-Írország | vb-selejtező   | -         |           |
| 13.       | 1978. április 5.     | Tunisz, Stade El Menzah                 | Tunézia       | 0 – 4     | Hollandia      | barátságos     | -         |           |
| 14.       | 1978. június 14.     | Córdoba, Estadio Chateau Carreras (ARG) | Ausztria      | 1 – 5     | Hollandia      | vb-középdöntő  | -         | 65'       |
| 15.       | 1978. június 21.     | Buenos Aires, Estadio Monumental (ARG)  | Olaszország   | 1 – 2     | Hollandia      | vb-középdöntő  | -         | 65'       |
| 16.       | 1978. november 15.   | Rotterdam, Feijenoord Stadion           | Hollandia     | 3 – 0     | NDK            | Eb-selejtező   | -         |           |
| 17.       | 1979. február 24.    | Milánó, Giuseppe Meazza Stadion         | Olaszország   | 3 – 0     | Hollandia      | barátságos     | -         |           |
|           | Összesen             |                                         |               | 17        | mérkőzés       |                | 0         | gól       |